# 深圳图书馆
深圳圖書館（英語：Shenzhen Library），简称深图，是中國廣東省深圳市的一座圖書館，位於福田區福中一路，前身是「寶安縣圖書館」。新館是深圳市政府投資興建的大型現代文化設施，佔地29,612平方米，總建築面積49,589平方米，設計藏書容量400萬冊、讀者座席2,000個、網路接點3,000個，每日平均可接待讀者8,000人次。新館於2006年7月12日落成開館。
深圳图书馆北馆2023年在龙华区开馆。

## 历史
深圳圖書館始建于1986年，前身是始创于1951年的宝安县图书馆，1979年随深圳市成立而更名“深圳圖書館”，1986年之前仅为一层的阅览室，1977年——1983年三度筹建馆舍，最终选址在福田区红荔路1011号荔枝公园旁（第一代馆址，现为深圳少年儿童图书馆），第一代馆舍占地224000平方米，建筑面积13600平方米，于1985年11月完成主体结构、1986年12月启用，落成时是20世纪80年代深圳"八大文化设施"之一，初期有20万册各类书籍。
为了发展福田中心区，及满足不断增长的藏书量，深圳市政府决定在莲花山公园对面投资7.75亿元建设新馆舍（初期项目名为“深圳中心图书馆”），新馆舍原定于2003落成，不过最后延期于2005年年底竣工，2006年7月12日才正式開館。

## 建築特色

### 第一代馆舍

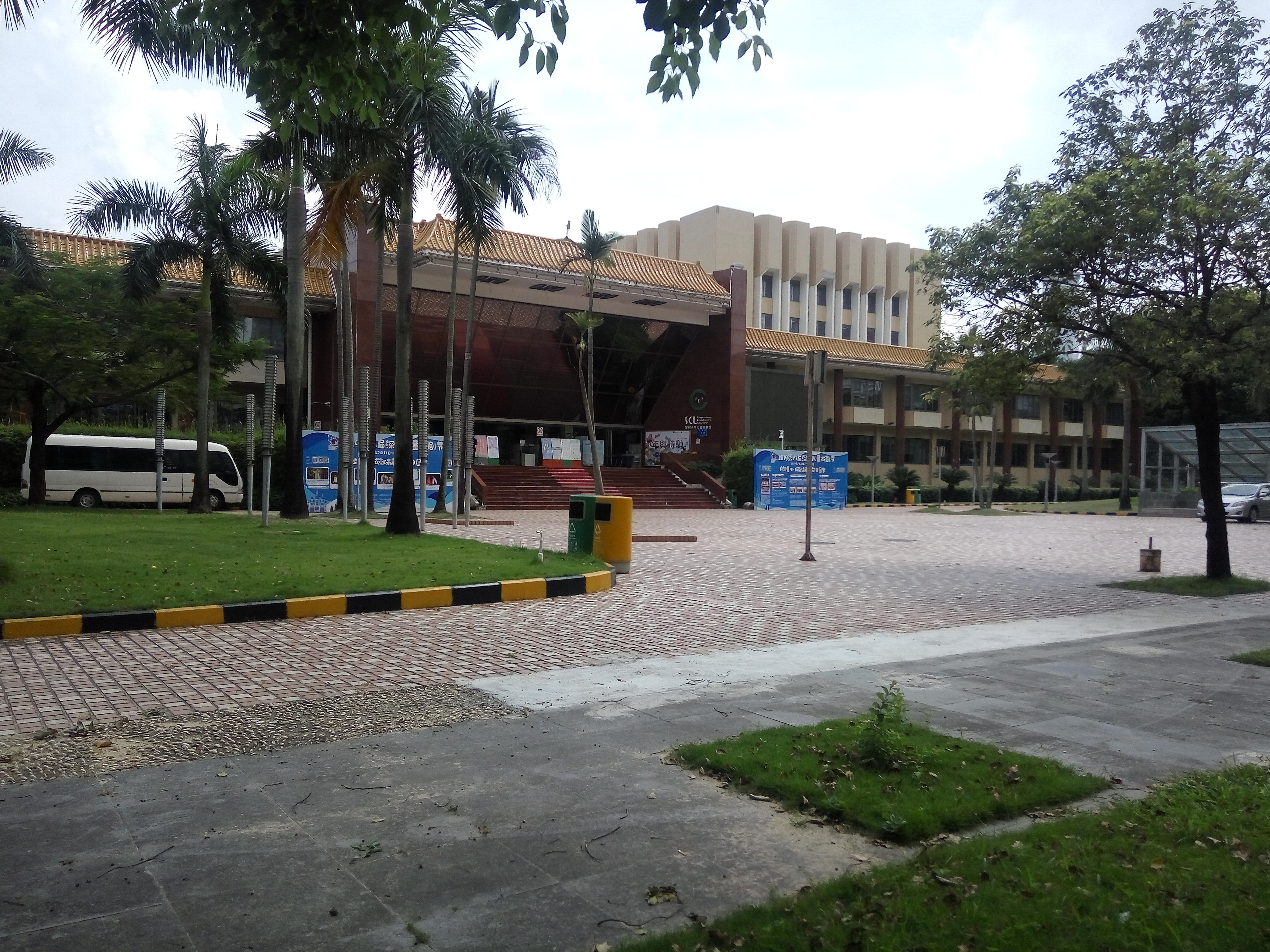
深圳图书馆第一代馆舍，现为深圳少儿图书馆

深圳圖書館第一代馆舍由郭怡昌、谭文塱、何孟章主持设计，建筑为带有中式风格，富有书院神韵的现代建筑，与旁边绿茵葱葱的荔枝公园相协调，面对红荔路的北立面为两侧枣红色花岗石列柱夹着一幅镜面幕墙，构成庄重大方，典雅优美的中式风格。

### 新馆
深圳圖書館现建築由日本建築師磯崎新主持設計，建築造型獨特，富現代感，建築模式從傳統模式變為全開放、大開間、無間隔的「模數式」佈局。與深圳音樂廳一道構成深圳文化中心。
圖書館的正門寓意文化森林的「銀樹」和音樂廳正門「黃金樹」象徵中心區文化城的「城門」。圖書館南側的三棟黑色放射性建築形狀有如三本翻開的書本，而東面的水幕和三維玻璃曲面如同「豎琴」的模樣。

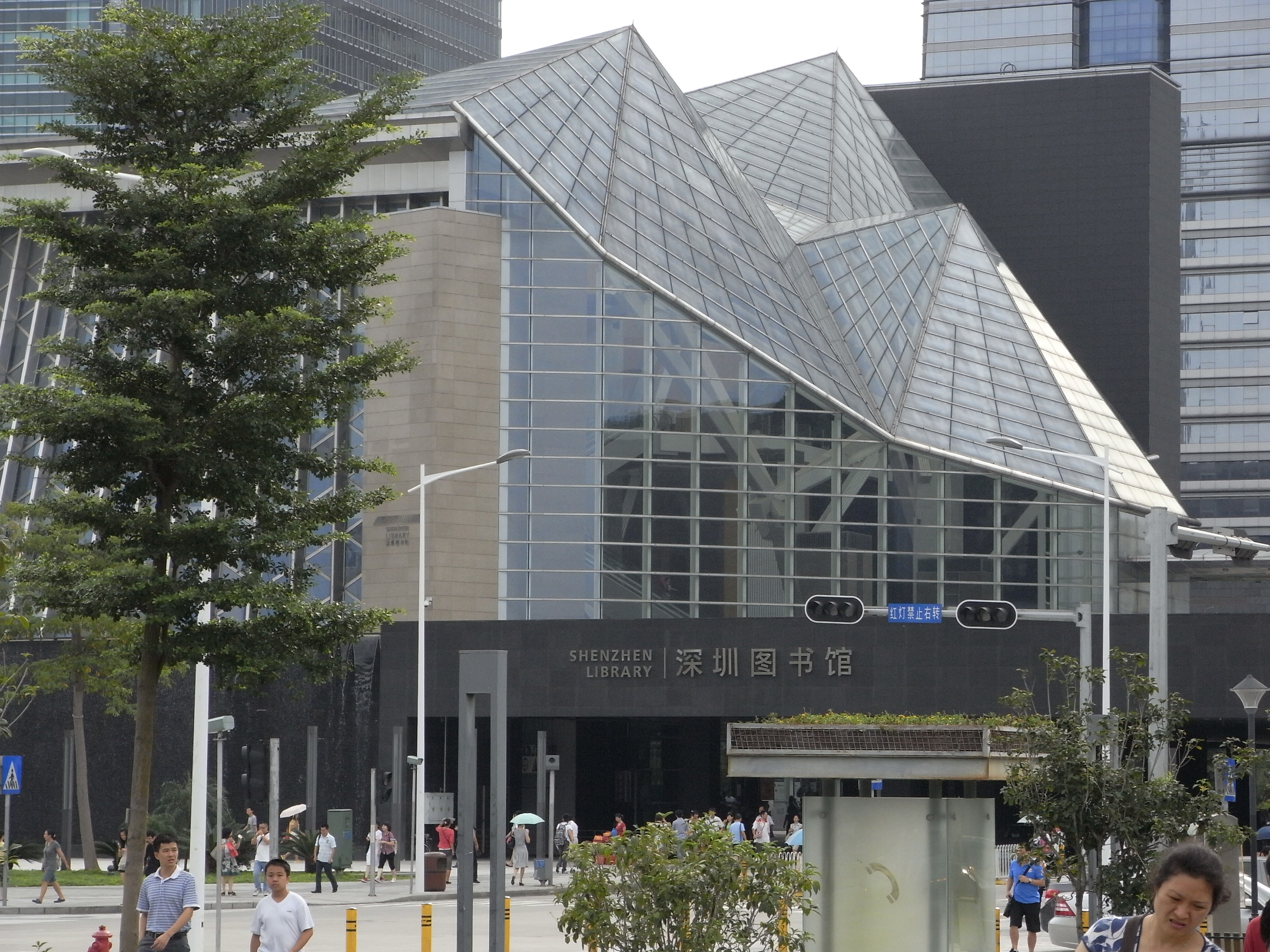
正門出入口
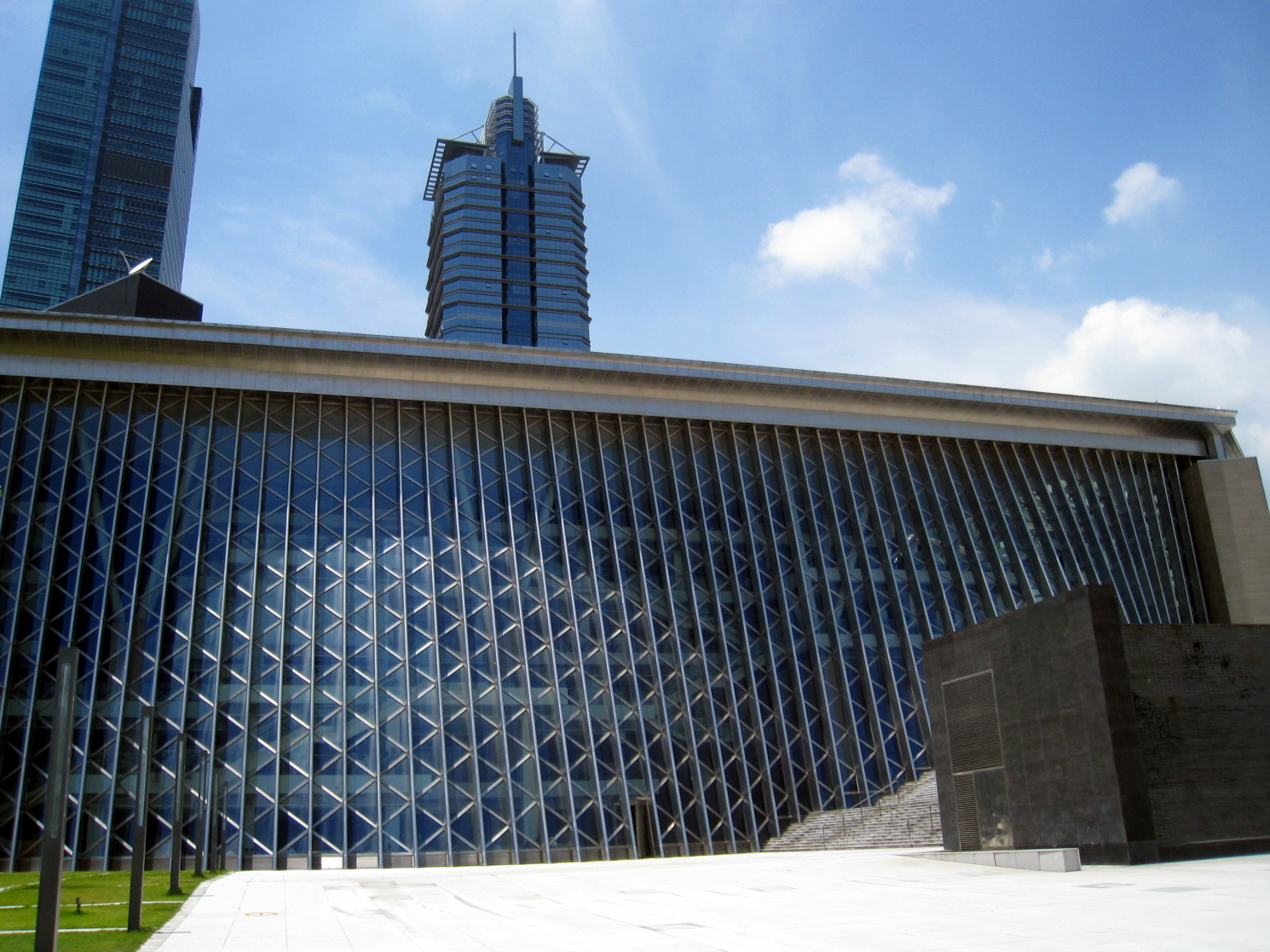
放射性外牆
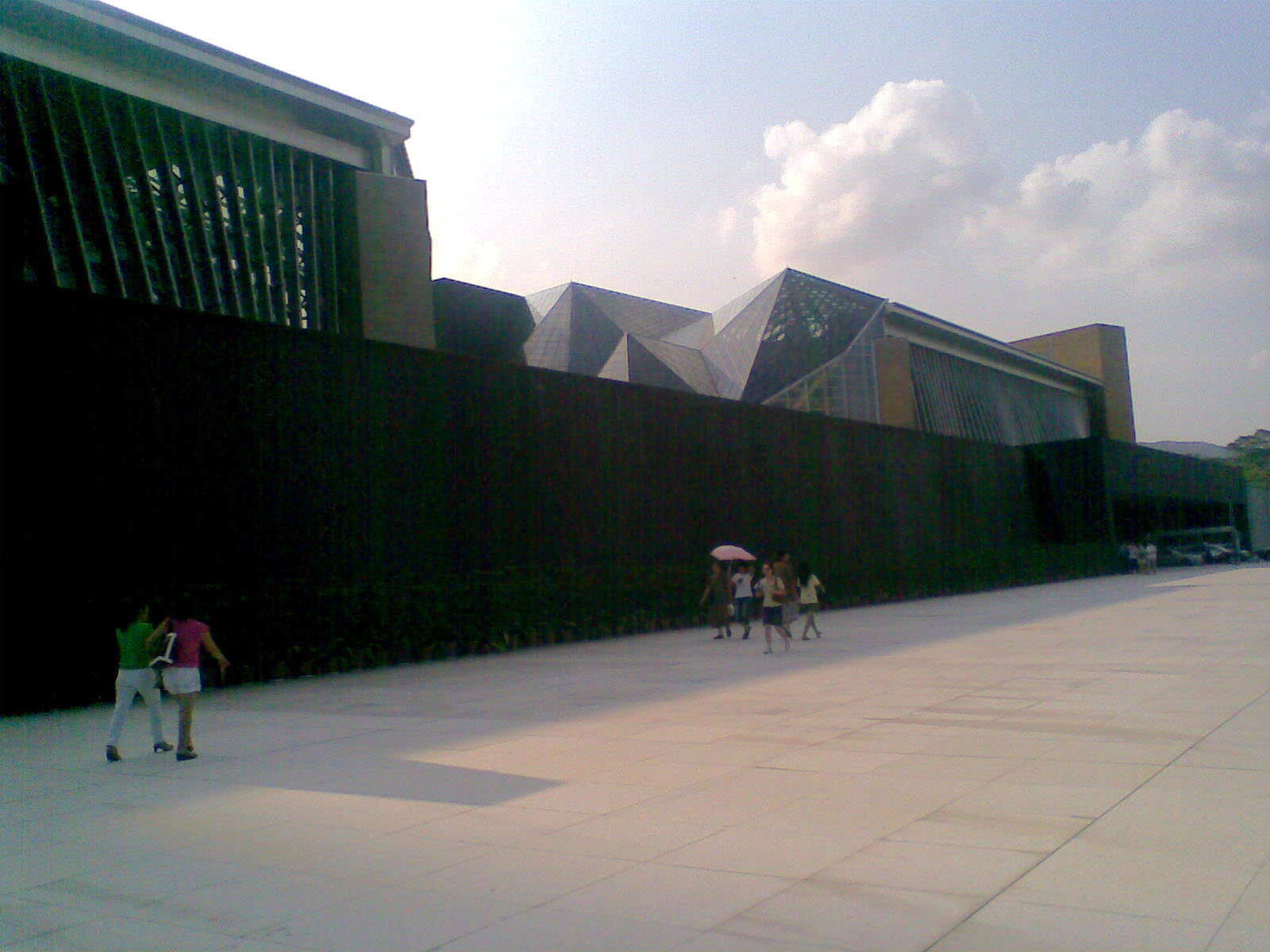
外圍水幕
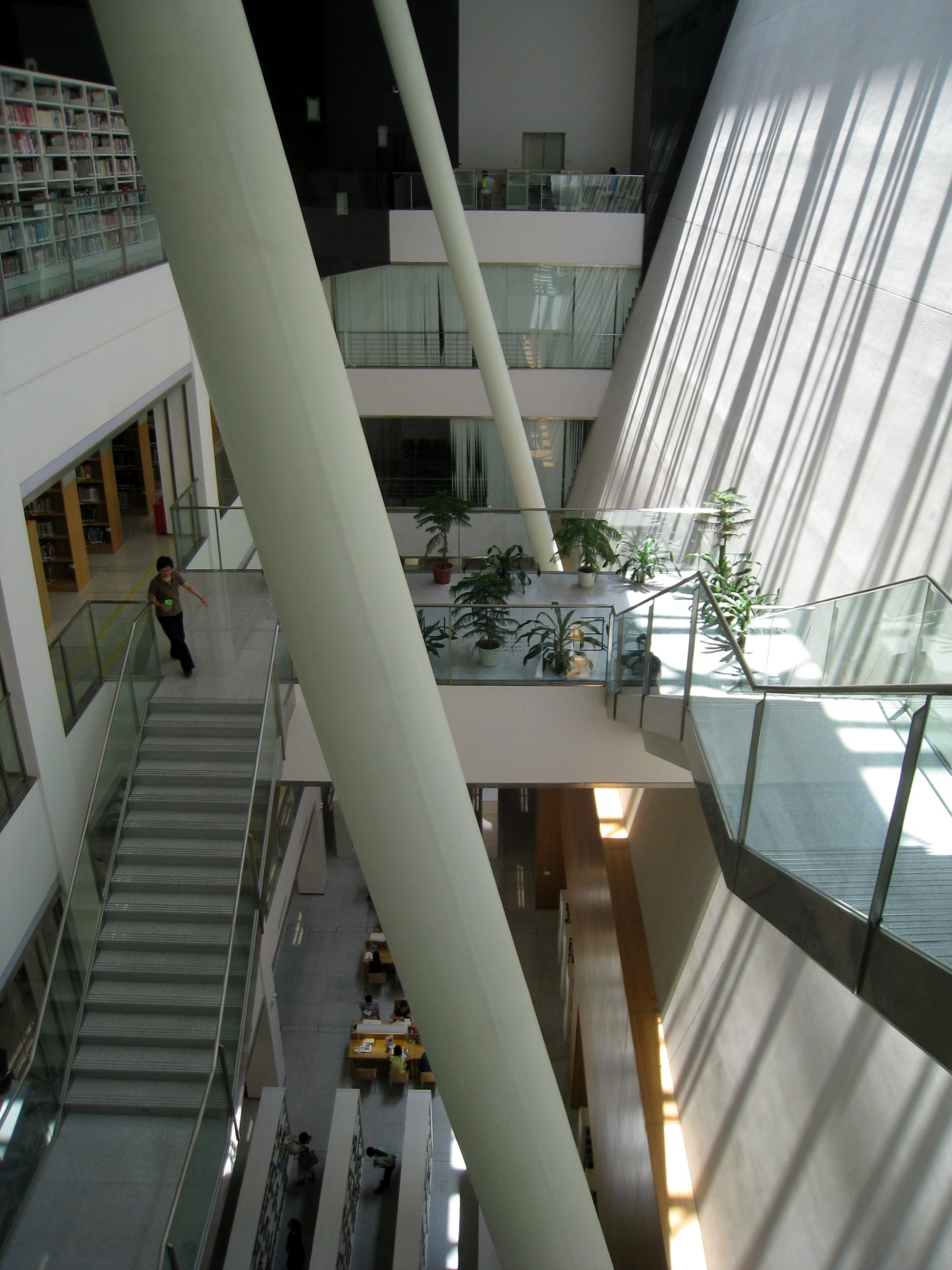
深圳圖書館內部中庭
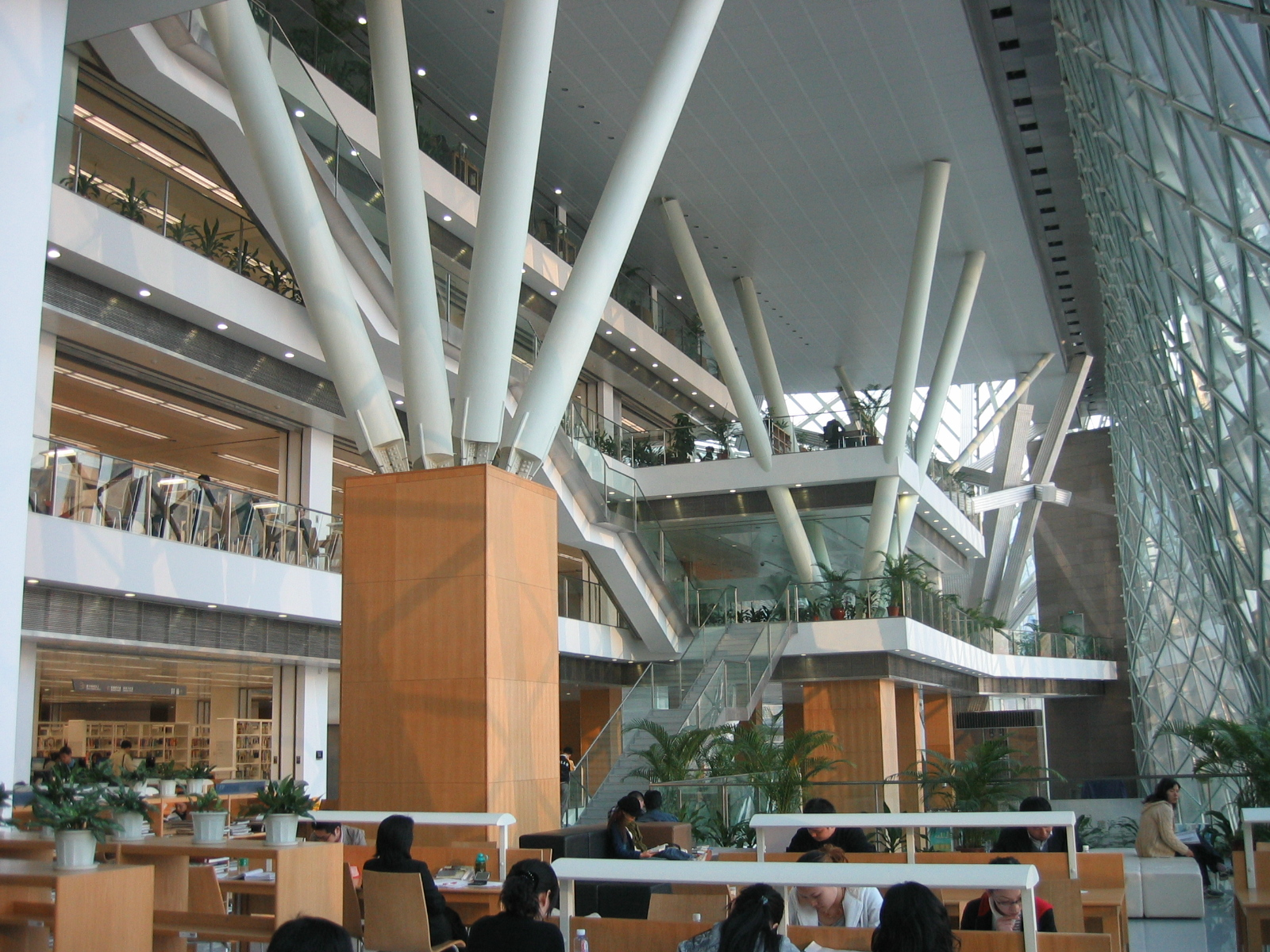
深圳圖書館內部
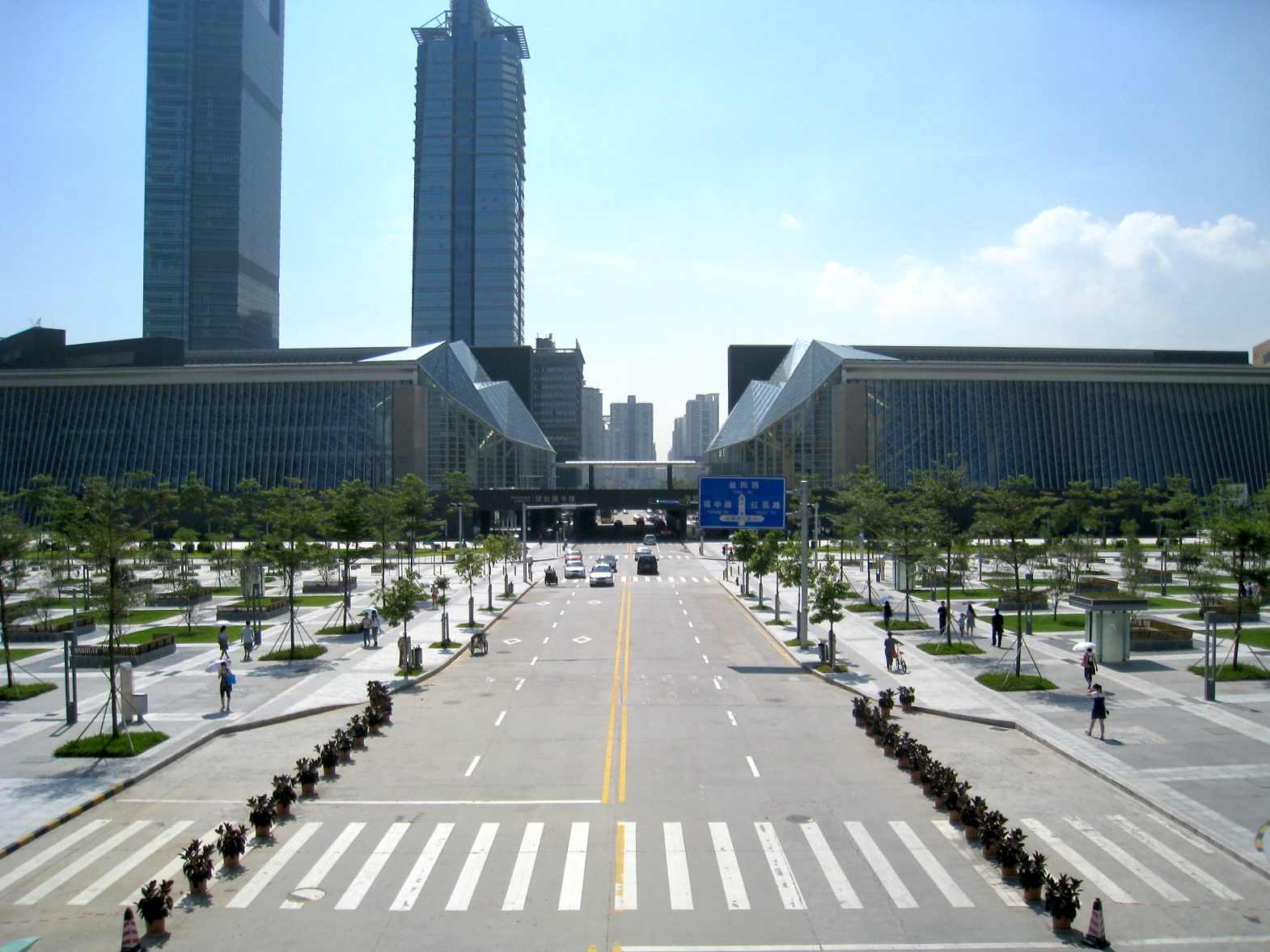
深圳圖書館與深圳音樂廳一道構成深圳文化中心

## 館藏分佈
深圳图书馆有书刊313万余册，各类电子、网络文献近267万件，每年接待读者300余万人次。閱覽區內所有書刊實行開架式服務，分為六層服務區，分佈如下：

| 一層 - 中文報紙閱覽區 - 中文期刊閱覽區 - 過刊過報閱覽區 - 中文期刊外借區 - 視障人閱覽室 二層 - 總服務台 - 中文圖書借閱區（二樓） - 外文圖書借閱區 三層 - 中文圖書借閱區（三樓） | 四層 - 資訊服務中心 - 多媒體視聽服務區 - 資訊諮詢中心 - 互聯網服務區 - 資料庫檢索區 - IT廊 五層 - 時裝文獻區 - 商貿文獻區 - 法律文獻區 - 東盟資訊資料中心 - 外文報刊區 六層 - 深圳地方文獻閱覽區 - 台港澳閱覽區 - 保障本阅览 |

## 管理
自1986年开馆起，深圳图书馆即实行全开架式服务，面向所有公民开放，普通阅览不需要证件。2006年7月新馆开放，图书馆提出“开放、平等、免费”之办馆理念，“拉开了全国公共文化场所全面免费的大幕”。
同时深圳图书馆以科技带动管理与服务，在中国大陆率先实现图书馆的信息化，“引领我国图书馆的自动化进程”。自开馆起即使用其自行研制的“实时计算机光笔流通管理系统”，使图书馆的文献流通高效化。
深圳图书馆是中国大陆首家试行法人治理结构的公益性文化机构，现由深圳图书馆理事会管理。理事会是深圳图书馆的议事和决策机构，行使大事项议事权和决策权，负责发展战略和规划的确定。

## 新技術應用

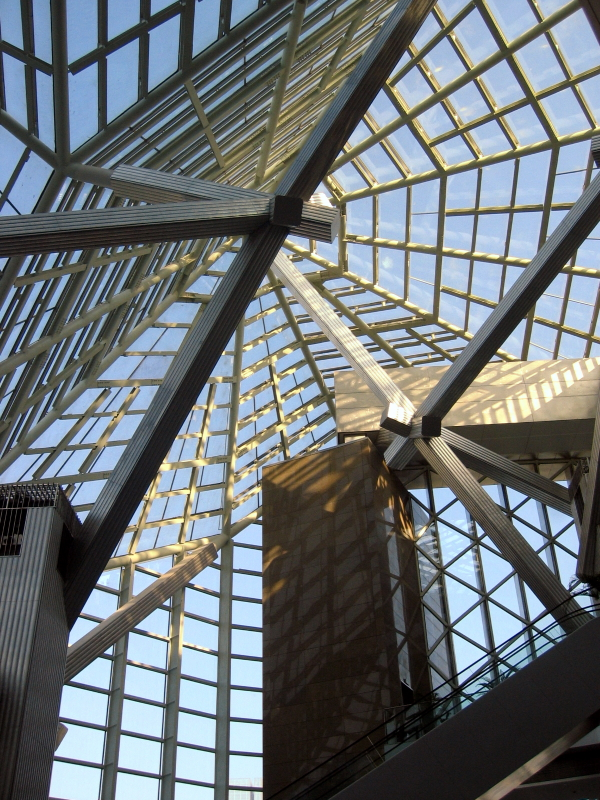
深圳圖書館玻璃建築

深圳圖書館將在全中國率先採用DILAS系統和RFID技術。
DILAS（數位圖書館體系結構研究和應用平臺開發項目）是由深圳圖書館自行開發，在全國擁有近3000家用戶，具有自主知識產權並被文化部評為重大科技成果推廣專案及國家計委下達的國家級重點科技項目。
深圳圖書館也將是全中國第一家採用RFID技術（無線射頻技術）的圖書館，可為讀者高效利用圖書館和圖書的防盜安全提供技術保障。
深圳图书馆RFID项目由深圳市海恒智能技术有限公司提供方案及实施，于2008年7月21日正式启动24小时街区自助图书馆项目，至今为止已有160台自助图书馆设备摆上深圳街头。

## 鄰近
- 深圳音乐厅
- 深圳市少年宫
- 深圳市民中心
- 深圳書城中心城
- 莲花山公园
- 深圳市儿童医院